# Ammoecius yamato
Ammoecius yamato är en skalbaggsart som beskrevs av Takeshiko Nakane 1960. Ammoecius yamato ingår i släktet Ammoecius och familjen Aphodiidae. Inga underarter finns listade i Catalogue of Life.